# Acido 5-amminolevulinico
L'acido 5-amminolevulinico, conosciuto anche come acido 5-ammino-4-ossopentanoico o anche acido δ-amminolevulinico (δala), è un amminoacido non proteinogenico coinvolto nella biosintesi delle porfirine, strutture molecolari che portano poi alla sintesi dell'eme nei mammiferi e della clorofilla nelle piante.
Viene utilizzato in medicina per il rilevamento e la rimozione chirurgica dei tumori.

## Biosintesi
5ALA viene biosintetizzato dalla maggior parte degli esseri viventi. In quelli non fotosintetici 5ALA è prodotto dall'enzima 5-aminolevulinato sintasi, partendo dalla glicina e dal succinil-CoA, mentre negli organismi che effettuano la fotosintesi, è prodotto dall'acido glutammico con l'ausilio di diversi enzimi, come glutamil-tRNA sintetasi, glutamil-tRNA reduttasi e glutammato-1-semialdeide 2,1-aminomutasi.

## Metabolismo

### Nell'uomo
Negli esseri umani, 5ALA è un precursore dell'eme. Una volta biosintetizzato, il 5ALA subisce una serie di trasformazioni nel citosol e infine viene convertito in protoporfirina IX all'interno dei mitocondri. Questa molecola chela il ferro in presenza dell'enzima ferrochelatasi per produrre eme.
L'eme aumenta l'attività mitocondriale, attivando così il ciclo di Krebs e la catena di trasporto degli elettroni portando alla formazione di adenosina trifosfato (ATP) per un adeguato apporto di energia al corpo.

### Nelle piante
Nelle piante, la produzione di 5ALA è la fase su cui viene regolata la velocità di sintesi della clorofilla. Le piante che ricevono abbondanti quantità di 5ALA come nutriente, accumulano quantità tossiche del precursore della clorofilla, la protoclorofillide. La sintesi di protoclorofillide non viene dunque soppressa e, essendo un forte fotosensibilizzante, in grandi quantità diventa pericoloso per la salute della pianta.

## Usi

### Odontoiatria
Coadiuvante della malattia parodontale, per la distruzione locale delle forme batteriche tipiche delle patologie del parodonto e nelle perimplantititi

### Diagnosi tumorale
Le cellule tumorali mancano o hanno una ridotta attività della ferrochelatasi e questo si traduce in un accumulo di protoporfirina IX, una sostanza fluorescente che può essere facilmente visualizzata.

### Chirurgia tumorale
Negli ultimi anni si è discusso l'utilizzo dell'acido 5-aminolevulinico come metodo di sostegno durante un intervento chirurgico di rimozione di un tumore al cervello, in particolar modo del glioblastoma multiforme. Si vuole infatti sfruttare la proprietà del tumore di produrre porfirina fluorescente a partire dalla sostanza in discussione e permettendo così al chirurgo di individuare molto più precisamente il margine del malignoma.